# エドマンド・ボイル (第7代コーク伯爵)
第7代コーク伯爵および第7代オーラリー伯爵エドマンド・ボイル（英語: Edmund Boyle, 7th Earl of Cork and 7th Earl of Orrery、1742年11月21日 – 1798年5月30日）は、アイルランド王国の貴族。

## 生涯
第5代コーク伯爵および第5代オーラリー伯爵ジョン・ボイルと2人目の妻マーガレット・ハミルトン（ジョン・ハミルトンの娘）の息子として、1742年11月21日に生まれた。
1764年1月17日に異母兄ハミルトンが死去すると、コーク伯爵とオーラリー伯爵の爵位を継承した。
1798年10月6日に死去、長男が夭折したため次男エドマンドが爵位を継承した

## 家族

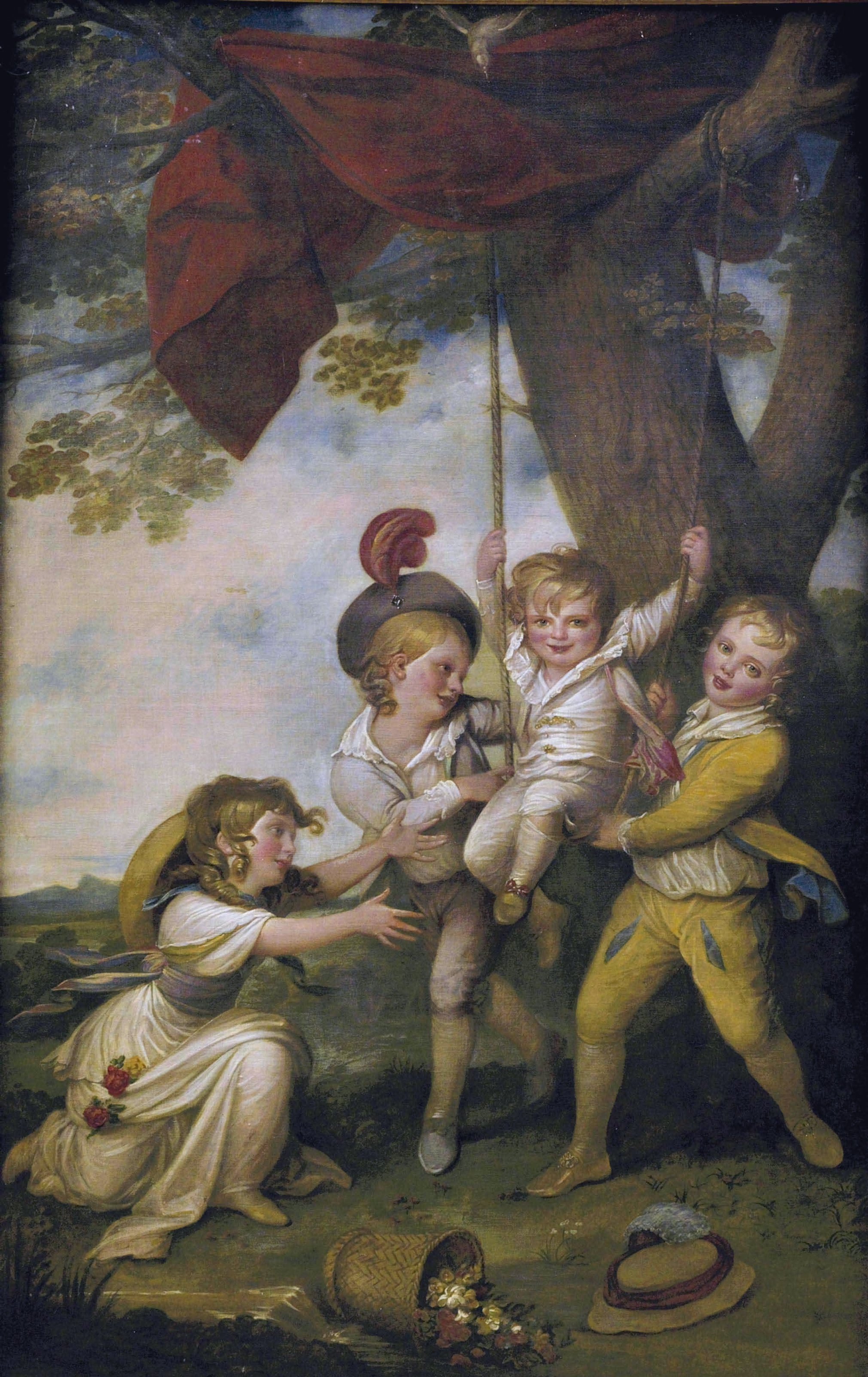
第7代コーク伯爵の子女、リチャード・コスウェイ作、1775年頃。

1764年8月31日、アン・コートネイ（Anne Courtenay、ケランド・コートネイ（Kelland Courtenay）の娘）と結婚、3男1女をもうけたが、1782年に離婚した。
- ジョン・リチャード（1765年5月27日 – 1768年3月8日）
- エドマンド（1767年 – 1856年） - 第8代コーク伯爵
- コートネイ（英語版）（1770年 – 1844年） - 海軍軍人、庶民院議員
- ルーシー・イサベラ（1801年9月7日没） - 1792年7月28日、ジョージ・ブリッジマンと結婚、子供あり

1786年6月17日、メアリー・モンクトン（1840年5月30日没、初代ゴールウェイ子爵ジョン・モンクトンの長女）と再婚した。